# 제이미 린든

제이미 린든(영어: Jamie Linden, 1980년 9월 3일 ~ )은 미국의 각본가이다. 《우리는 마샬: 불멸의 팀》(2006)의 각본가, 《디어 존》(2010)의 감독 및 각본가로 잘 알려져 있다. 배우 레이첼 맥아담스의 남편이다.

## 작품 목록
| 연도 | 제목                   | 감독   | 각본               | 공동제작 | 비고                      |
| ---- | ---------------------- | ------ | ------------------ | -------- | ------------------------- |
| 2006 | 우리는 마샬: 불멸의 팀 | 아니요 | 예                 | 예       |                           |
| 2010 | 디어 존                | 아니요 | 예                 | 예       |                           |
| 2011 | 텐 이얼즈              | 예     | 예                 | 아니요   |                           |
| 2016 | 머니 몬스터            | 아니요 | 예                 | 아니요   |                           |
| 2021 | 카오스 워킹            | 아니요 | 이름을 올리지 않음 | 아니요   | 찰리 코프먼의 각본을 수정 |